# Jelle Sels
Jelle Sels (* 10. August 1995 in Woerden) ist ein niederländischer Tennisspieler.

## Karriere
Sels spielte nur selten auf der ITF Junior Tour und kam in der Jugend-Rangliste bis Platz 447.
Bei den Profis spielte Sels von 2010 bis 2012 jeweils ein Turnier. 2013 platzierte er sich im Einzel und Doppel in der Tennisweltrangliste und konnte im Doppel auf der drittklassigen ITF Future Tour, auf der er hauptsächlich spielte, in sein erstes Finale einziehen. 2014 stieg Sels mit RTHC Bayer Leverkusen aus der 2. Tennis-Bundesliga ab. Im Einzel zog er 2016 das erste Mal in ein Endspiel ein und konnte in diesem Jahr erstmals in die Top 700 einziehen. 2017 kletterte er nochmal 100 Plätze nach oben, während er im Doppel ebenfalls in die Top 600 einzog und seinen ersten Titel gewann.
2018 gelang Sels ein Durchbruch im Einzel. Nach drei Future-Titeln hatte er genug Punkte, um an Turnieren der ATP Challenger Tour in der Qualifikation zu starten. In Tampere schaffte er es das erste Mal durch die Qualifikation und schied in der zweiten Runde aus, genau wie noch einige Male in diesem Jahr. In Sibiu überraschte er die Konkurrenz und besiegte einige deutlich höher notierte Gegner, um das Finale zu erreichen. Dort unterlag er dem Lokalmatador Dragoș Dima. Mit einem weiteren Viertelfinale in Charlottesville stieg er bis auf Platz 270. 2019 konnte er an diese Leistung nicht anknüpfen. Er zog zwar in Sibiu wieder ins Halbfinale ein und kam zwei weitere Male ins Viertelfinale, die Punkte reichten ohne die Titel der Futures aber nur zu Platz 375 Ende des Jahres. Im Doppel hatte er in der Zwischenzeit seinen zweiten Future-Titel gewonnen und in Blois sein erstes Halbfinale erreicht.
2021 spielte Sels wieder vorrangig Futures. Nach mehreren guten Resultaten, u. a. sein vierter Titel, konkurrierte er wieder bei Challengers. Zunächst nur mit mäßigem Erfolg (ein Viertelfinale in Amersfoort); im November des Jahres zog er dann in Roanne und Forlì ins Viertel- respektive Halbfinale ein. Mit Benoît Paire schlug er die Nummer 46 der Welt. Im Doppel stand er in Barletta erstmals im Endspiel. 2022 wurde zu seinem bis dato erfolgreichsten Jahr. 2021 und 2022 spielte Sels für Tennispark Versmold in der 2. Tennis-Bundesliga; 2022 stieg er mit dem Team in die 1. Liga auf. Obwohl er im Doppel seltener an den Start ging, spielte er sich in Forlì und Heilbronn in seine Challenger Finals zwei und drei. Im Einzel zog er im Februar 2022 mit dem Halbfinale in Turin zurück in die Top 300 ein. Ab September folgten eine Reihe sehr guter Resultate aufeinander. In Tulln erreichte er sein zweites Endspiel, das er gegen Jozef Kovalík verlor. Dann gewann er seinen fünften Future-Titel, gefolgt vom Halbfinale in Braga und dem ersten Challengerturniersieg in Mouilleron-le-Captif. Mit zwei Viertel- und einem Halbfinale stieg er bis zum Jahresende auf Platz 134 – sein Karrierehoch von 127 hatte er kurz zuvor erreicht.

## Erfolge
| Legende (Anzahl der Siege) |
| Grand Slam                 |
| ATP Finals                 |
| ATP Tour Masters 1000      |
| ATP Tour 500               |
| ATP Tour 250               |
| ATP Challenger Tour (1)    |

### Einzel

#### Turniersiege
| Nr. | Datum           | Turnier              | Belag         | Finalgegner    | Ergebnis |
| --- | --------------- | -------------------- | ------------- | -------------- | -------- |
| 1.  | 9. Oktober 2022 | Mouilleron-le-Captif | Hartplatz (i) | Vasek Pospisil | 6:4, 6:3 |